# Plouégat-Guérand
Plouégat-Guérand [pluegat gerɑ̃] (en breton : Plegad-Gwerann) est une commune du département du Finistère, dans la région Bretagne, en France.

## Géographie

### Localisation
Plouégat-Guérand se situe dans le nord-est du Finistère, en Trégor, et est limitrophe du département des Côtes-d'Armor. Elle fait partie de l'arrondissement de Morlaix et du canton de Plouigneau, et se trouve sur le territoire communautaire de Morlaix Communauté.
Plouégat-Guérand fait partie historiquement du Trégor finistérien.

#### Communes limitrophes
Le territoire de la commune est limitrophe de ceux de plusieurs autres communes :

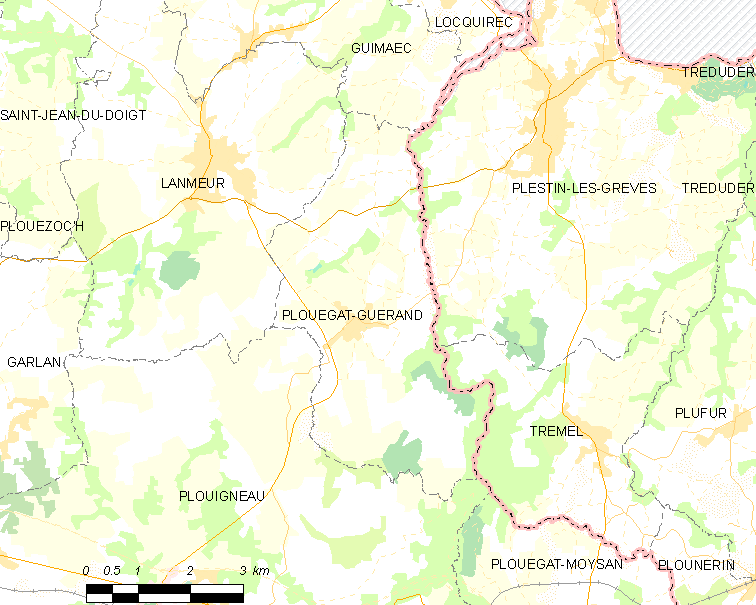
Carte de la commune de Plouégat-Guérand.

| Lanmeur    | Guimaëc          | Plestin-les-Grèves (Côtes-d'Armor) |
|            | Plouégat-Guérand |                                    |
| Plouigneau |                  | Trémel (Côtes-d'Armor)             |

### Relief et hydrographie
Pour un article plus général, voir Réseau hydrographique du Finistère.
Le finage communal forme un plateau en pente notable, incliné vers le nord : les altitudes les plus élevées sont dans la partie sud-est de la commune (141 mètres au nord-ouest de Voasven, 140 mètres près de Kerebars) et s'abaissent vers l'ouest (120 mètres aux alentours de Kerelcun) et surtout vers le nord, s'abaissant jusqu'à une trentaine de mètres près de Porz Cadiou et même 14 mètres près du manoir de Goasmelquin et à 3 mètres seulement en aval de Pont Menou, dans la vallée du Douron. Les altitudes remontent toutefois dans l'extrême-nord du territoire communal, au-delà de la vallée d'un petit affluent de rive gauche du Douron, jusqu'à 79 mètres à la limite nord de la commune, au nord de Corvez. Le bourg est vers 80 mètres d'altitude.
La commune est située dans le bassin Loire-Bretagne. Elle est séparée de Plouigneau au sud-ouest par le fleuve côtier Dourduff et côté Est des communes voisines costarmoricaines de Plestin-les-Grèves et Trémel par le Douron, un autre fleuve côtier, dont la vallée est encaissée d'environ 80 mètres par rapport au plateau avoisinant, pour sa partie située entre son entrée sur le territoire communal et Toul ar Hoat ; ces deux cours d'eau coulent vers la Manche, le premier cité se jetant dans la Rivière de Morlaix, le second dans la Baie de Lannion,.

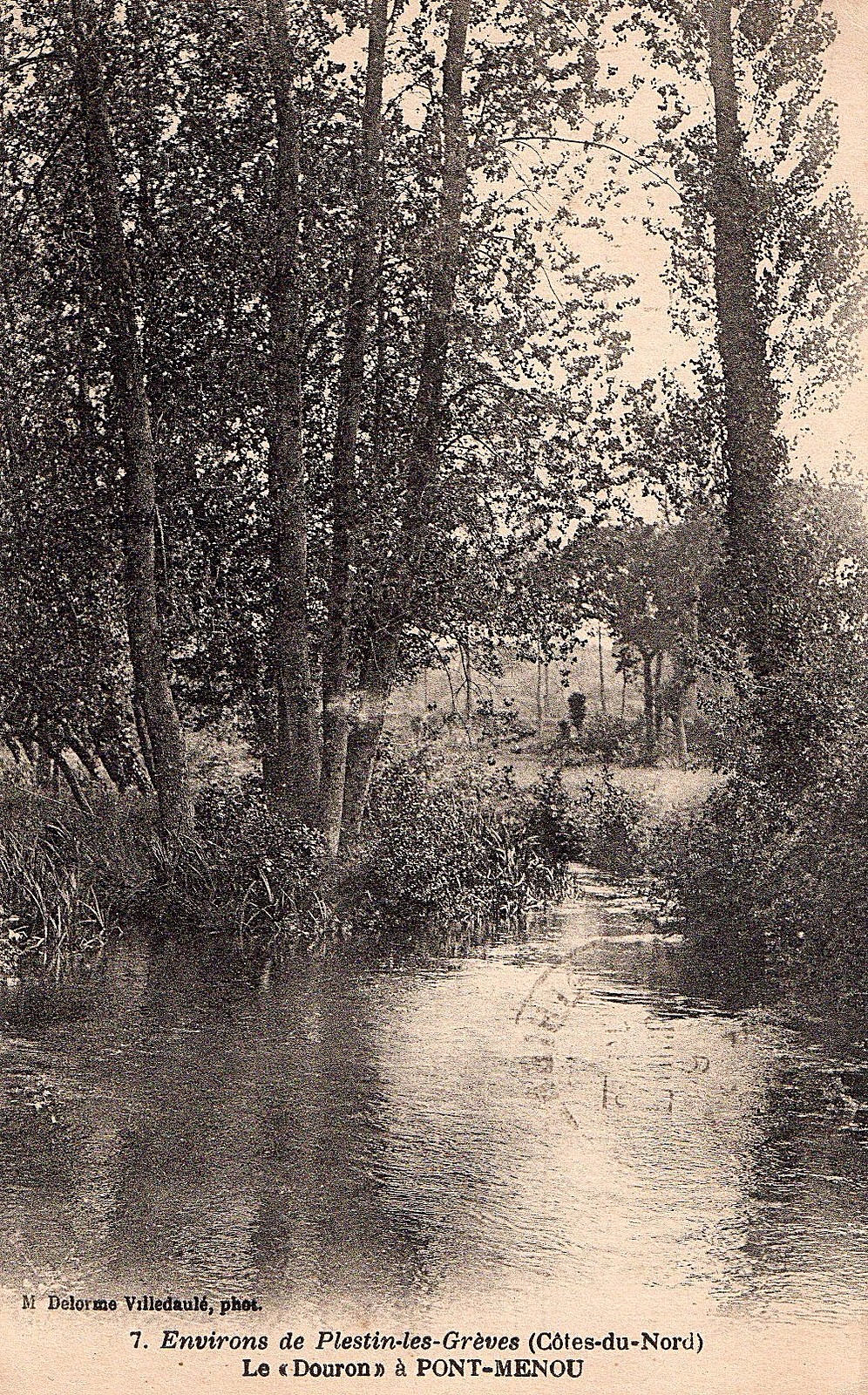
Le Douron à Pont-Menou au début du XXe siècle (carte postale).

Le Douron, d'une longueur de 28 km, prend sa source dans la commune de Scrignac et se jette  dans la baie de Lannion entre les communes de Plestin-les-Grèves et de Locquirec, après avoir traversé neuf communes. Les caractéristiques hydrologiques du Douron sont données par la station hydrologique située sur la commune de Plouigneau. Le débit moyen mensuel est de 0,47 m3/s. Le débit moyen journalier maximum est de 5,24 m3/s, atteint lors de la crue du 24 décembre 2013. Le débit instantané maximal est quant à lui de 9,28 m3/s, atteint le même jour.
Le Dourduff, d'une longueur de 21 km, prend sa source dans la commune de Plouigneau et se jette  dans la baie de Morlaix entre les communes de Plouezoc'h et de Taulé, après avoir traversé six communes.

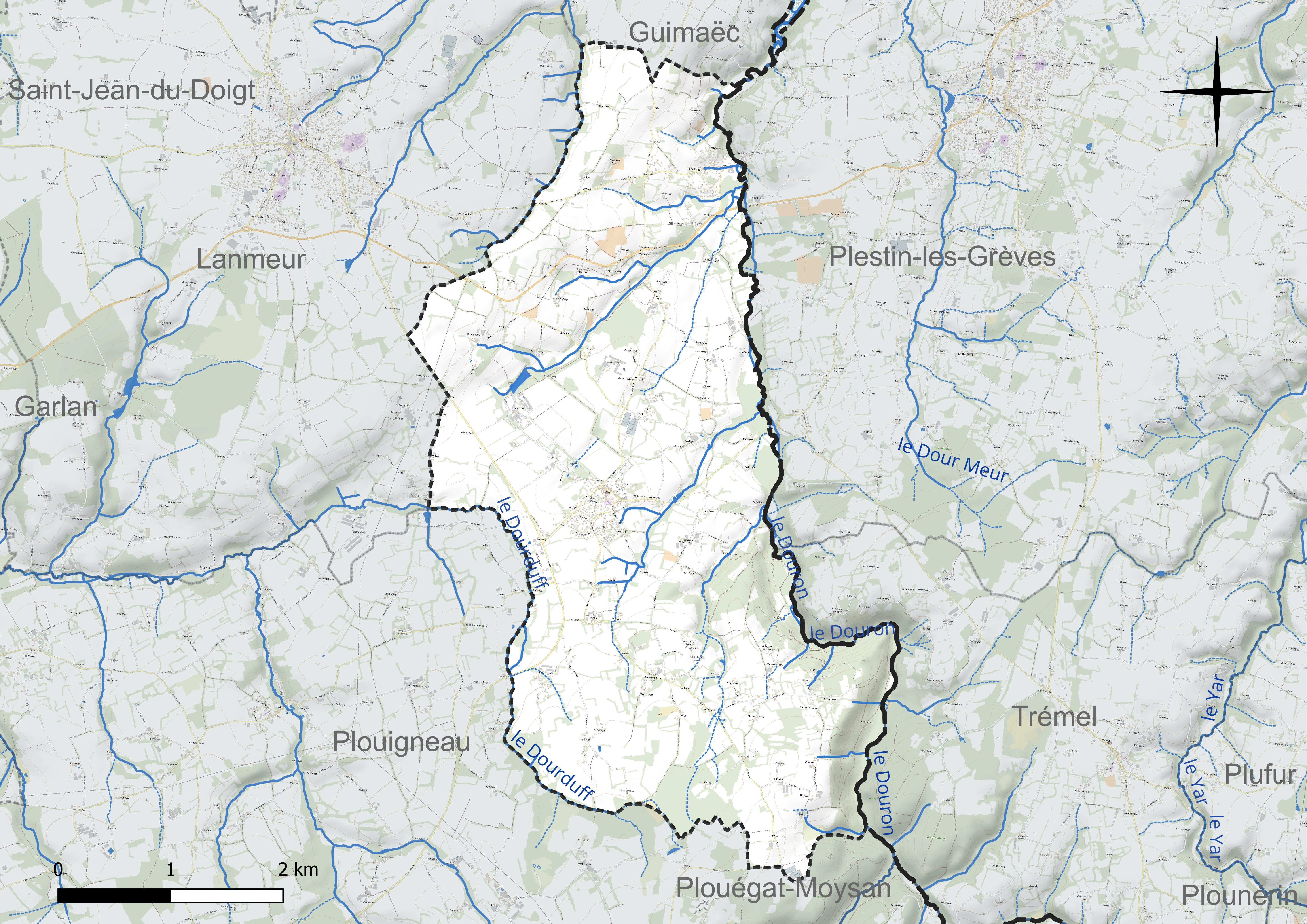
Réseau hydrographique de Plouégat-Guérand.

### Climat
Pour des articles plus généraux, voir Climat de la Bretagne et Climat du Finistère.
En 2010, le climat de la commune est de type climat océanique franc, selon une étude du CNRS s'appuyant sur une série de données couvrant la période 1971-2000. En 2020, Météo-France publie une typologie des climats de la France métropolitaine dans laquelle la commune est exposée à un climat océanique et est dans la région climatique Finistère nord, caractérisée par une pluviométrie élevée, des températures douces en hiver (6 °C), fraîches en été et des vents forts. Parallèlement l'observatoire de l'environnement en Bretagne publie en 2020 un zonage climatique de la région Bretagne, s'appuyant sur des données de Météo-France de 2009. La commune est, selon ce zonage, dans la zone « Intérieur », exposée à un climat médian, à dominante océanique.
Pour la période 1971-2000, la température annuelle moyenne est de 11,4 °C, avec  une amplitude thermique annuelle de 10,1 °C. Le cumul annuel moyen de précipitations est de 947 mm, avec 15 jours de précipitations en janvier et 7,8 jours en juillet. Pour la période 1991-2020, la température moyenne annuelle observée sur la station météorologique la plus proche, située sur la commune de Lannion à 20 km à vol d'oiseau, est de 11,6 °C et le cumul annuel moyen de précipitations est de 929,5 mm,. Pour l'avenir, les paramètres climatiques de la commune estimés pour 2050 selon différents scénarios d'émission de gaz à effet de serre sont consultables sur un site dédié publié par Météo-France en novembre 2022.

## Urbanisme

### Typologie
Au 1er janvier 2024, Plouégat-Guérand est catégorisée commune rurale à habitat dispersé, selon la nouvelle grille communale de densité à 7 niveaux définie par l'Insee en 2022.
Elle est située hors unité urbaine. Par ailleurs la commune fait partie de l'aire d'attraction de Morlaix, dont elle est une commune de la couronne,. Cette aire, qui regroupe 24 communes, est catégorisée dans les aires de 50 000 à moins de 200 000 habitants,.

### Occupation des sols
L'occupation des sols de la commune, telle qu'elle ressort de la base de données européenne d'occupation biophysique des sols Corine Land Cover (CLC), est marquée par l'importance des territoires agricoles (80,4 % en 2018), en diminution par rapport à 1990 (82,4 %). La répartition détaillée en 2018 est la suivante : 
zones agricoles hétérogènes (40,8 %), terres arables (39,4 %), forêts (15,2 %), zones urbanisées (3,9 %), milieux à végétation arbustive et/ou herbacée (0,5 %), prairies (0,2 %). L'évolution de l'occupation des sols de la commune et de ses infrastructures peut être observée sur les différentes représentations cartographiques du territoire : la carte de Cassini (XVIIIe siècle), la carte d'état-major (1820-1866) et les cartes ou photos aériennes de l'IGN pour la période actuelle (1950 à aujourd'hui).

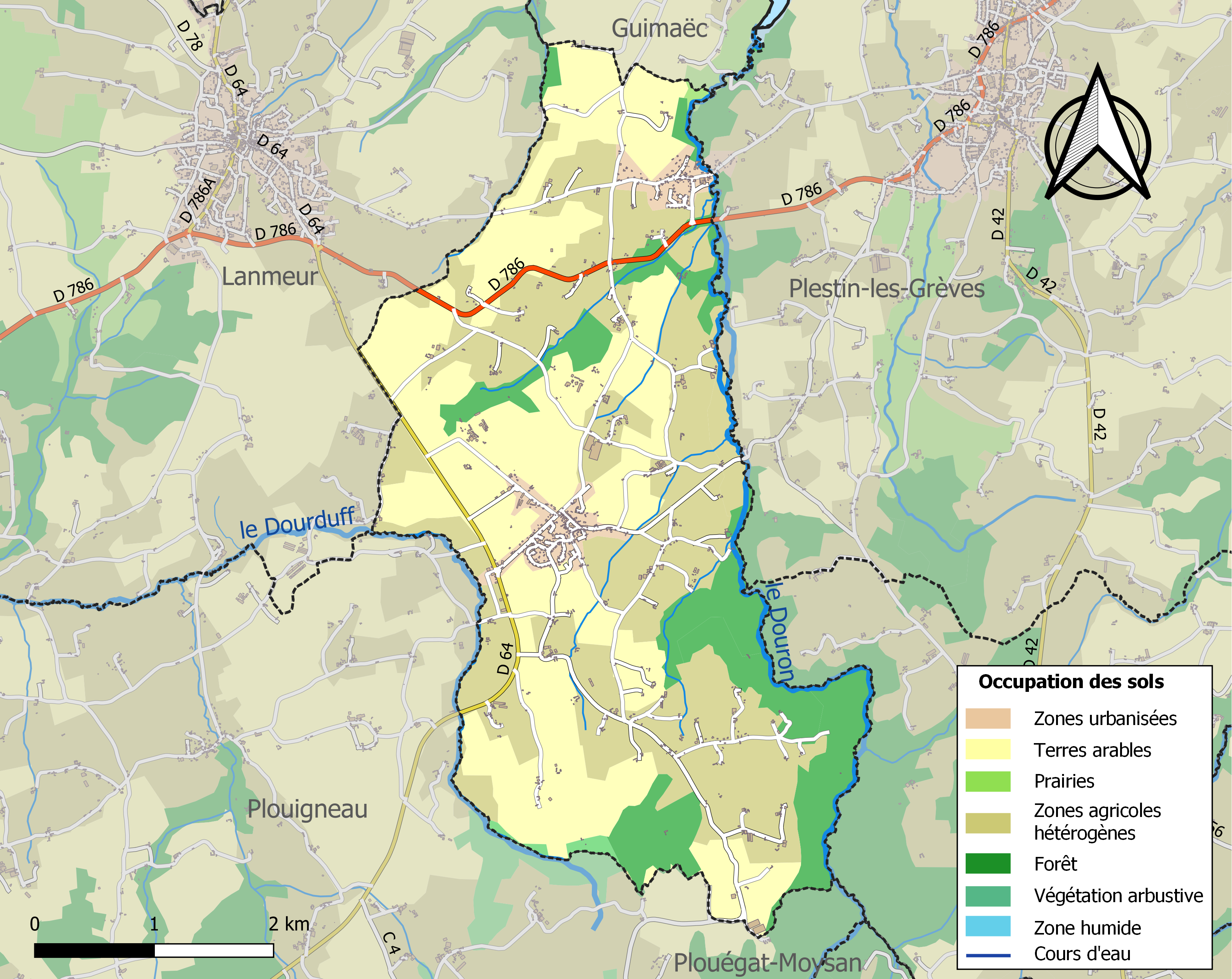
Carte des infrastructures et de l'occupation des sols de la commune en 2018 (CLC).

### Habitat
La commune présente un paysage rural traditionnel de bocage avec un habitat dispersé en écarts formés de hameaux ("villages") et fermes isolées. Le bourg est en position relativement centrale au sein du territoire communal ; il était traditionnellement de faible importance, mais a grossi dans les dernières décennies du XXe siècle et les premières du XXIe siècle en raison de la création de lotissements, principalement situés au sud-ouest du bourg ancien. Le reste de la commune est préservé de la rurbanisation et de la périurbanisation, sauf au sud de Pont Menou, qui est le hameau principal, à la limite des Côtes-d'Armor.
La toponymie de certains écarts rappelle l'importance par le passé des domaines congéables, dits aussi "convenants" (Convenant Gentil, Convenant Run ar Ber, Convenant Jouannet, Convenant Ropars, etc..).

### Voies de communications et transports

#### Voies de communications
La route nationale 12 passe dans la commune voisine de Plouigneau, où se trouve l'échangeur de Kerdilès, d'où la commune est facilement joignable via la route départementale 64, qui passe à proximité du bourg avant de rejoindre Lanmeur. Le nord de la commune est également desservi par l'axe Morlaix-Lannion (D 786, ancienne Route nationale 786).

#### Transports

##### Bus
La commune est desservie par trois lignes scolaires Linéotim (transports de bus de Morlaix Communauté) :
- la ligne 33A (Plouigneau <> Plouégat-Guérand <> Lanmeur) ;
- la ligne 33B (Plouégat-Guérand <> Lanmeur) ;
- la ligne 91 (Plouégat-Guérand <> Plouigneau <> Garlan <> Morlaix).

##### Train
La gare TER la plus proche est celle de Plouigneau et la gare TGV la plus proche est celle de Morlaix.

## Toponymie
Le nom de la localité est attesté sous les formes Ploegat Gallon en 1473,
Ploegat, du breton plou et le nom du saint breton Egat, assimilé à saint Agapet ; il pourrait aussi s'agir de saint Ergat.
Guérand, du nom d'une seigneurie; Vallon, Gazvallon en 1330, Gouezrant en 1543.
Plegad-Gwerann en breton.

## Histoire

### Préhistoire et Antiquité

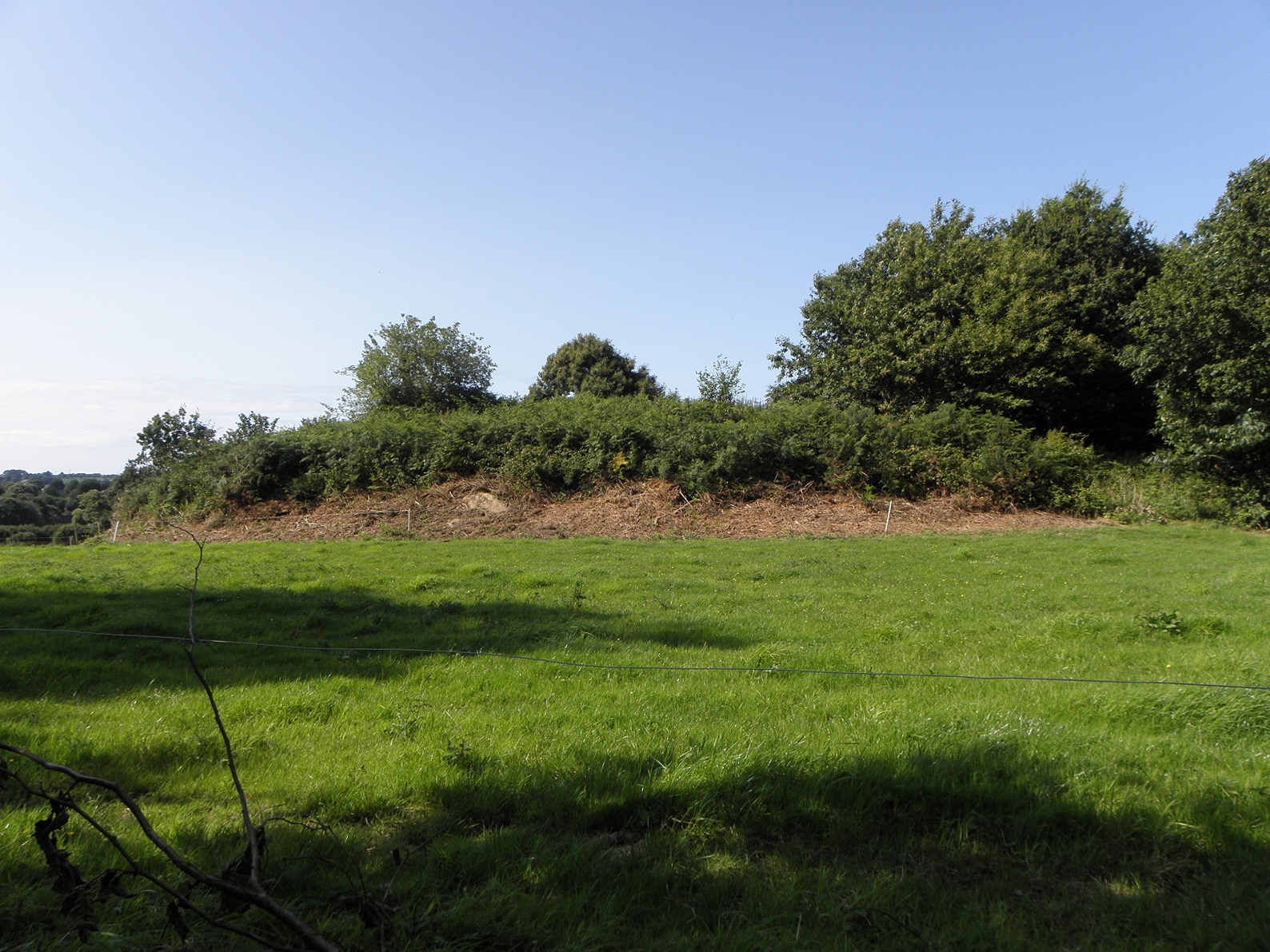
Le tumulus de Run-ar-Bleiz (Tertre-aux-Loups) 1.
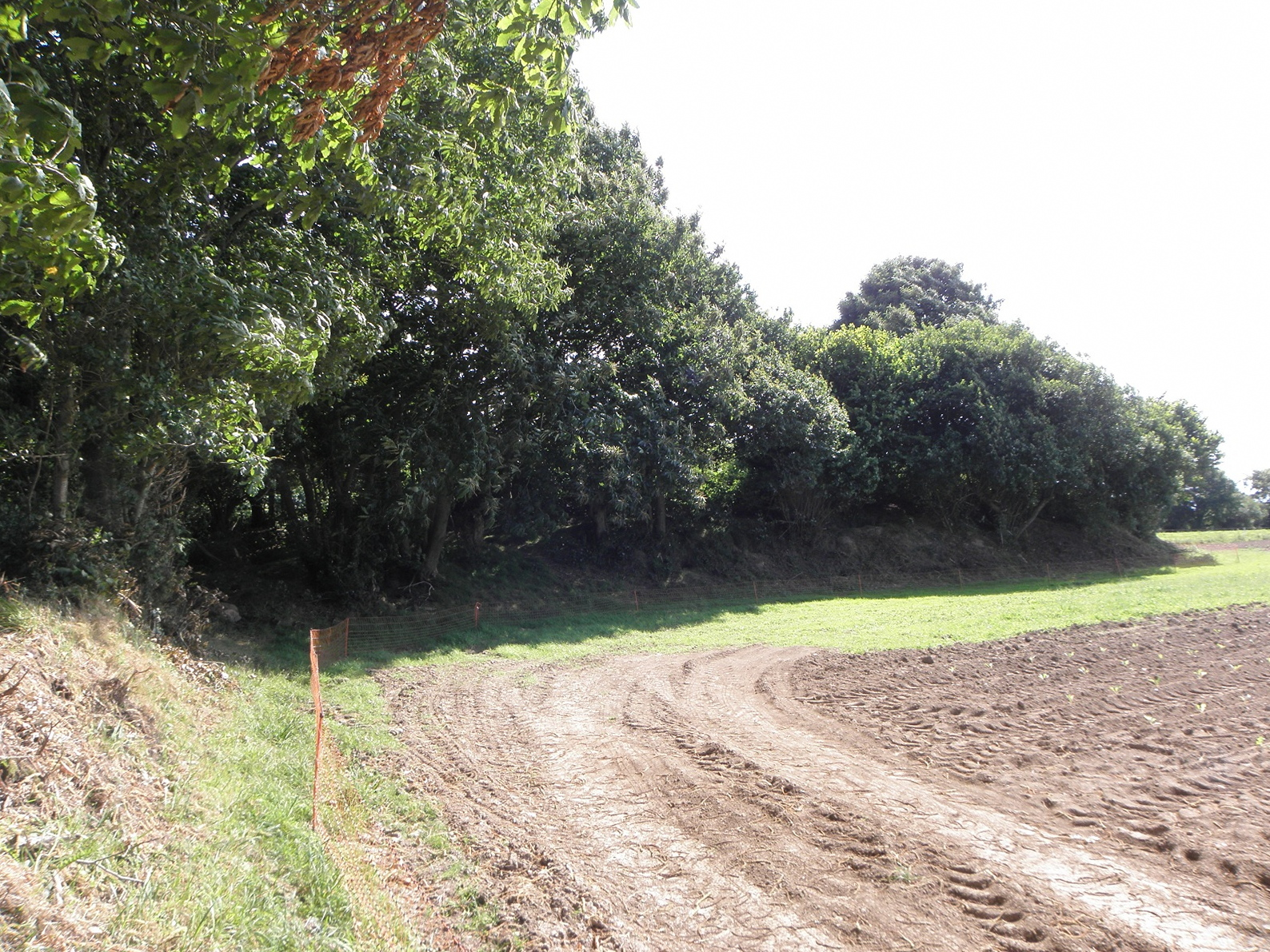
Le tumulus de Run-ar-Bleiz (Tertre-aux-Loups) 2.

### Moyen Âge
Deux mottes féodales sont recensées dans la commune, l'une est située à Kergallon, l'autre à l'est de Porzmeur, au sud du bourg, près de la route allant vers Plouigneau.

#### Le manoir de Kerhallon
Le manoir de Kerhallon appartint à l'origine à la famille Goallon et en a conservé le nom quelque peu contracté. Il a aussi donné son nom originel à la paroisse qui se dénommait Plougat-Kergoallon, avant que son nom ne devienne Plouégat-Guerrand après l'érection en 1637 de la seigneurie de Guerrand en marquisat. La branche aînée de la famille Goallon disparut dès le XIVe siècle et le manoir devint la propriété d'Even Charruel, avant de passer aux mains de la famille de Penhoat (par exemple Alain de Penhoat était seigneur de Kergoallon en 1500), puis de la famille Groesquer à la suite du mariage vers 1580 d'Aliette de Penhoat avec Jean de Groesquer, originaire de Pédernec. En 1988, le manoir fut vendu à l'abbé Constantin de Montriou, conseiller au Parlement de Bretagne ; l'acte de vente indique que la seigneurie de Kerhallon, qui s'étendait sur les paroisses de Plouégat-Goallon, Plestin et Trémel sa trève, Lanmeur et Locquirec sa trève, Guimaëc et Plougasnou, bénéficiait d'un droit de péage sur le pont franchissant le Douron au Pont-Haouël, de droit de pêcher le saumon dans la rivière d'Ouff (nom que portait alors le Douron) « en faisant lever les écluses de 17 moulins, depuis celui d'Ancremel jusqu'à la mer » et possédait plusieurs convenants. La seigneurie disposait aussi du droit de haute justice, ses piliers de justice étant situés au sommet de la lande escarpée de Lanvizinec et, dans l'église paroissiale, de la chapelle Sainte-Anne, « située du côté de l'Évangile » ; par contre la chapelle domestique du manoir était déjà ruinée. En 1738, un membre de la famille Groesquer en est à nouveau propriétaire (Auguste-François de Groesquer, lequel prit part à la conspiration de Pontcallec et fut condamné à mort par contumace ; ensuite amnistié, il décéda en 1757 et la terre de Kerhallon fut alors achetée par le marquis de Locmaria et devint une annexe de la seigneurie de Guerrand). Cet ancien manoir a presque totalement disparu de nos jours même si quelques murs subsistent ou du moins subsistaient en 1932 selon Louis Le Guennec.

#### La seigneurie de Guerrand
Guerrand fut le siège d'une seigneurie importante dont l'existence est attestée en 1351 : Yves Charruel (ou Even Charuel), capitaine de Morlaix, qui lors de la Guerre de succession de Bretagne soutint Charles de Blois et participa au combat des Trente, était seigneur de Guerlesquin et de Guerrand. La seigneurie appartint ensuite successivement aux familles Penhoet, Boiséon et du Parc.
Selon Jean-Baptiste Ogée « le château de Guerrand appartenait en 1480 à Jean Duparc, seigneur de Locmaria [Locmaria], qui (...) fit fermer le parc de ce château, qui est d'une étendue immense. En 1592, le célèbre brigand Guy Éder de La Fontenelle s'empara du château de Guerrand. Louis XIII, voulant récompenser Vincent Duparc de Locmaria des services qu'il lui avait rendu, érigea cette seigneurie en marquisat, par lettres patentes données au mois de mars 1637 (...) en faveur de ce seigneur qui était enseigne dans la Compagnie des Gendarmes [capitaine de la garde des mousquetaires] du cardinal de Richelieu au siège de La Rochelle et pendant les Guerres d'Allemagne. Il avait épousé Claude de Névet ; il présida par élection aux États de Bretagne assemblés à Fougères le 20 octobre 1653. (...) En 1680, ce marquisat appartenait à Louis-François Duparc, marquis de Locmaria, maréchal des camps et armées du Roi (...) ». La seigneurie disposait du droit de haute justice et le marquis de Locmaria possédait aussi des terres de Kerallon et du Ponthou, y disposant aussi du droit de haute justice.
Lorsque débute la Révolution française, la seigneurie est aux mains de Jacques Quemper de Lanascol, qui émigre en Angleterre. Vendu comme bien national à un marchand de Morlaix, Jean François Pezron, le château tombe en ruine et est rasé en 1840.
Un nouveau château de Guerrand fut construit en 1902, mais incendié en 1940. Le nom a été repris par une simple ferme faisant chambre d'hôtes.

### Temps modernes
Cette commune est connue pour des faits liés à la Révolte des Bonnets rouges en 1675.[réf. nécessaire]

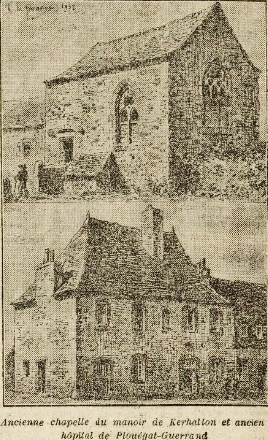
Dessins de la chapelle du manoir de Kerhallon et de l'ancien hôpital (hospice) du bourg de Plouégat-Guérand (par Louis Le Guennec, journal La Dépêche de Brest et de l'Ouest du 25 août 1932).

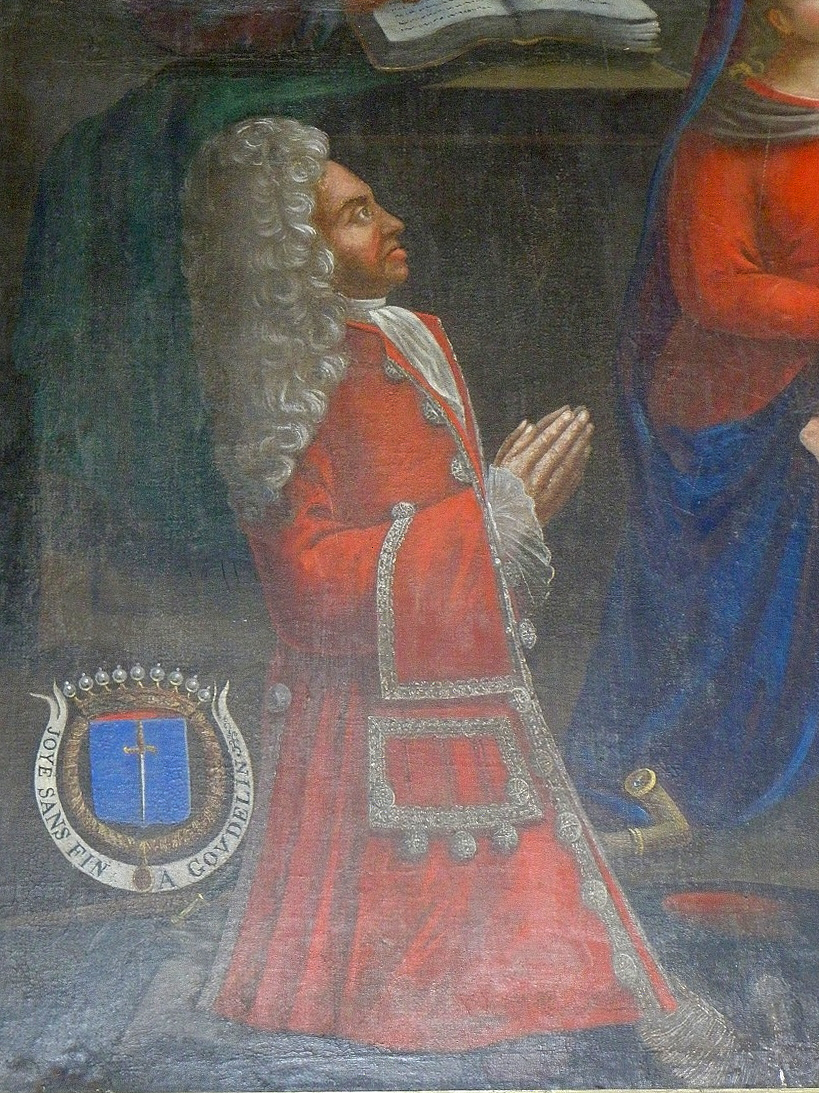
François de Goudelin, seigneur de Goasmelquin (Église Notre-Dame de Kernitron en Lanmeur).

Le marquis de Guerrand aurait été, selon la légende, « une sorte de dom Juan impérieux, débauché, sanguinaire, faisant l'amour l'épée au poing et la menace à la bouche. Sa rencontre était redoutée à l'égal de celle d'une bête fauve ». Guillaume Lejean a narré en 1846 dans sa "Notice sur Plouégat-Guerrand" quelques-uns des tristes exploits attribués au marquis qui habitait l'imposant château de Guerrand à une date indéterminée. De nombreuses gwerz ont chanté ses "exploits" ; l'une (gwerz du marquis de Guerrand) a été traduite en français et retranscrite par Émile Souvestre en 1836. Selon Théodore Hersart de La Villemarqué, le marquis concerné serait Louis-François du Parc, marquis de Locmaria et fils de Vincent du Parc et de Claude de Névet, mais Louis Le Guennec pense plutôt qu'il s'agissait de Vincent du Parc lui-même.
Le marquis de Guerrand, mort en 1669, dans son testament, légua une rente de 700 livres à verser annuellement pour la construction et l'entretien, dans le bourg de Plouégat, « d'un hôpital pour 10 à 12 pauvres, avec une gouvernante et un chapelain » ; cet hôpital fonctionnait en 1673 et jusqu'à la Révolution française, au cours de laquelle il fut vendu.
Le manoir de Goasmelquin fut la propriété de la famille de Goudelin (par exemple François de Goudelin au XVIIe siècle), puis à partir de 1704 de la famille de Kersauson en raison du mariage le 25 novembre 1704 à Morlaix, de Marie Françoise de Goudelin avec Henri Louis de Kersauson. Une chapelle privée, ayant un clocheton à dôme, dédiée à sainte Barbe, date du XVIIIe siècle.
En 1759, une ordonnance de Louis XV ordonne à la paroisse de Ploagat-Goirand [Plouégat-Guérand] de fournir 25 hommes et de payer 164 livres pour « la dépense annuelle de la garde-côte de Bretagne ».

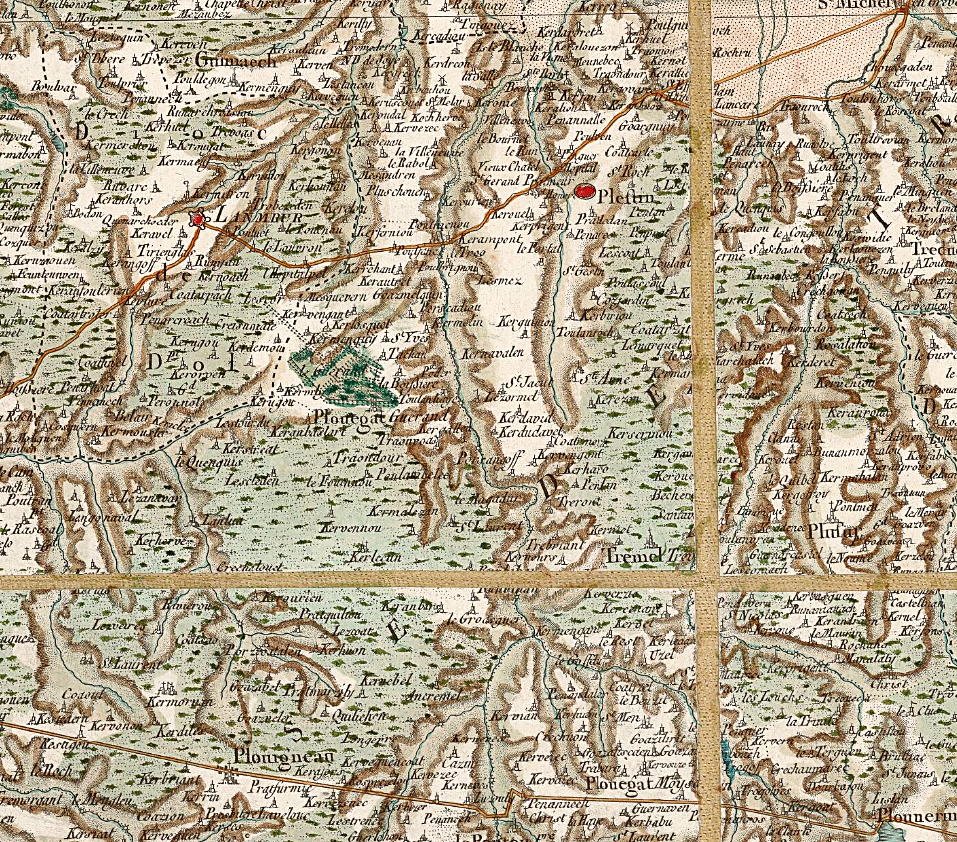
Carte de Cassini des paroisses de Plestin et Plouégat-Guérand.

Jean-Baptiste Ogée décrit ainsi Plouégat-Guérand en 1778 :

« Plouagat-Guerrand ; paroisse qui relève du Roi ; à 8 lieues au sud-ouest de Tréguier, son évêché ; à 34 lieues et demie de Rennes et à 2 lieues de Morlaix, sa subdélégation et son ressort. On y compte 1 000 communiants ; la cure est à l'alternative. Ce territoire est un pays plat et couvert [de bocage], qui renferme des terres bien cultivées, des prairies, quelques landes et le bois de Guerrand, qui peut avoir une lieue de circuit. Les habitants de l'endroit font beaucoup de cidre. Le château de Lomaria-Guerrand est la maison seigneuriale du lieu (...). »

### La Révolution française
Au cours de la Révolution française, la commune porta provisoirement le nom de Plouégat-Gallon.
Le château de Guerrand est vendu en 1793 comme bien national à Jean François Pezron, dont la fille Marie Victoire épousa Jean Swiney, originaire de Cork (Irlande), un capitaine négociant établi à Morlaix ; un de leurs fils Gustave Swiney fut maire de Plouégat-Guérand et député.

### LeXIXesiècle
L'épidémie de choléra survenue dans le Finistère en 1832-1833 fit 95 morts à Plouégat-Guérand.
Selon une inscription dans l'église paroissiale de Guimiliau, saint Laurent attirait dans sa chapelle de Saint-Laurent-du-Pouldour des foules de rhumatisants ; ils faisaient le tour du cimetière à genoux, rampaient sous l'autel dans une sorte de four, se frottaient le visage et les mains contre sa statue, puis procédaient à des ablutions, vêtus d'un pagne ou d'une chemise, sous la cascade jaillissant de la fontaine surélevée (toujours en place) ; les hommes se trempaient à certaines heures, les femmes à d'autres, ainsi qu'en témoignent des photos, mais le clergé, lassé par certaines scènes scabreuses, fit démolir la chapelle à la fin du XIXe siècle ; outre la fontaine, une croix celtique a subsisté.
A. Marteville et P. Varin, continuateurs d'Ogée, décrivent ainsi Plouégat-Guérand en 1853 :

« Plouégat-Guerrand (sous l'invocation de saint Agapat, ou Agapit, pape et martyr). (...) Principaux villages : Kerlécan, Kerabras, Ropars, Quinquis, la Boissière, Pont-Ménou, Kernonin. Château du Guerrand. Superficie totale : 1 729 hectares, dont (...) terres labourables 1 052 ha, prés et pâturages 107 ha, bois 138 ha,vergers et jardins 30 ha, landes et incultes 299 ha (...). Moulins : 8 (d'Ancremel, Blanc, de Kerhallon, de Kermellin, de Pont-Ménou, à eau. (...) Le nom de Guerrand, qui s'ajoute à ce Plouégat, pour le distinguer de l'autre [Plouégat-Moysan] est emprunté à la belle seigneurie de ce nom, splendide domaine dont aujourd'hui on ne voit plus que des débris qui témoignent de son antique splendeur. (...) Primitivement cette paroisse avait emprunté comme caractéristique le nom de la terre de Kergoallon et se nommait Plouégat-Kergoallon (...). Géologie : presque toute la commune repose sur un terrain schisto-argileux. On parle le breton. »

Le hameau de Pont-Menou devint, sous l'influence de Guillaume Le Coat, un pasteur originaire de Trémel (il revendique en 1875 21 conversions au protestantisme dans ce hameau), un centre protestant : en 1877, il acquiert une vieille forge dans le village, et en lui adjoignant deux maisons voisines, aménage un temple-école avec une maison d'habitation pour l'instituteur-évangéliste. L'école ouvrit en 1879 et un couple d'instituteurs protestants venus du Béarn, Médard Harrioo-Chou et son épouse, la prirent en charge en 1883 jusqu'en 1896, date à laquelle ils partirent s'occuper de l'école protestante de Trémel. L'école de Pont-Menou eut jusqu'à une cinquantaine d'élèves en 1888 (38 en 1912), la majeure partie d'entre eux étant catholiques ; les familles rurales de Pont-Menou et des environs bravaient les foudres des recteurs de Plestin et de Plouégat-Guerrand en confiant leurs enfants aux maîtres d'écoles protestants, en raison de l'éloignement par rapport à ces deux bourgs. Cette école fut remplacée par une école laïque de hameau entre les deux Guerres mondiales,. Cette école de hameau a fermé en 1984.

### LeXXesiècle

#### La Belle Époque
Louis Le Guennec décrit ainsi le village de Pont-Menou au début du XXe siècle : « Le village de Pont-Menou [est] d'un aspect curieusement vétusté. Ses logis délabrés, ses masures, ses pignons ébréchés et vêtus de lierre s'étaient en désordre des deux côtés du chemin taillé dans le roc. Il y avait là, jadis, une léproserie et une chapelle dédiée à Sainte Marguerite, qu'à remplacé un petit oratoire moderne (...). L'ancienne foire de Sainte-Marguerite était si considérable que, dans l'évêché de Tréguier, le mois de juillet n'était connu que sous le nom de   « Miz foar Pont-Menou » ("Mois de la foire de Pont-Menou") ».
Le tronçon Plouezoc'h - Plestin-les-Grèves de la ligne ferroviaire à voie métrique des Chemins de fer armoricains ouvre en juillet 1913, desservant des gares intermédiaires à Lanmeur et Plouégat-Guérand et permettant de relier Morlaix à Lannion grâce aux autres lignes existantes. Le tracé de la ligne par Plouégat-Guérand était demandé localement dès 1902. L'exploitation de la ligne est reprise en 1926 par les Chemins de fer départementaux du Finistère, mais, non rentable elle ferme dès le 1er avril 1931.

#### La Première Guerre mondiale

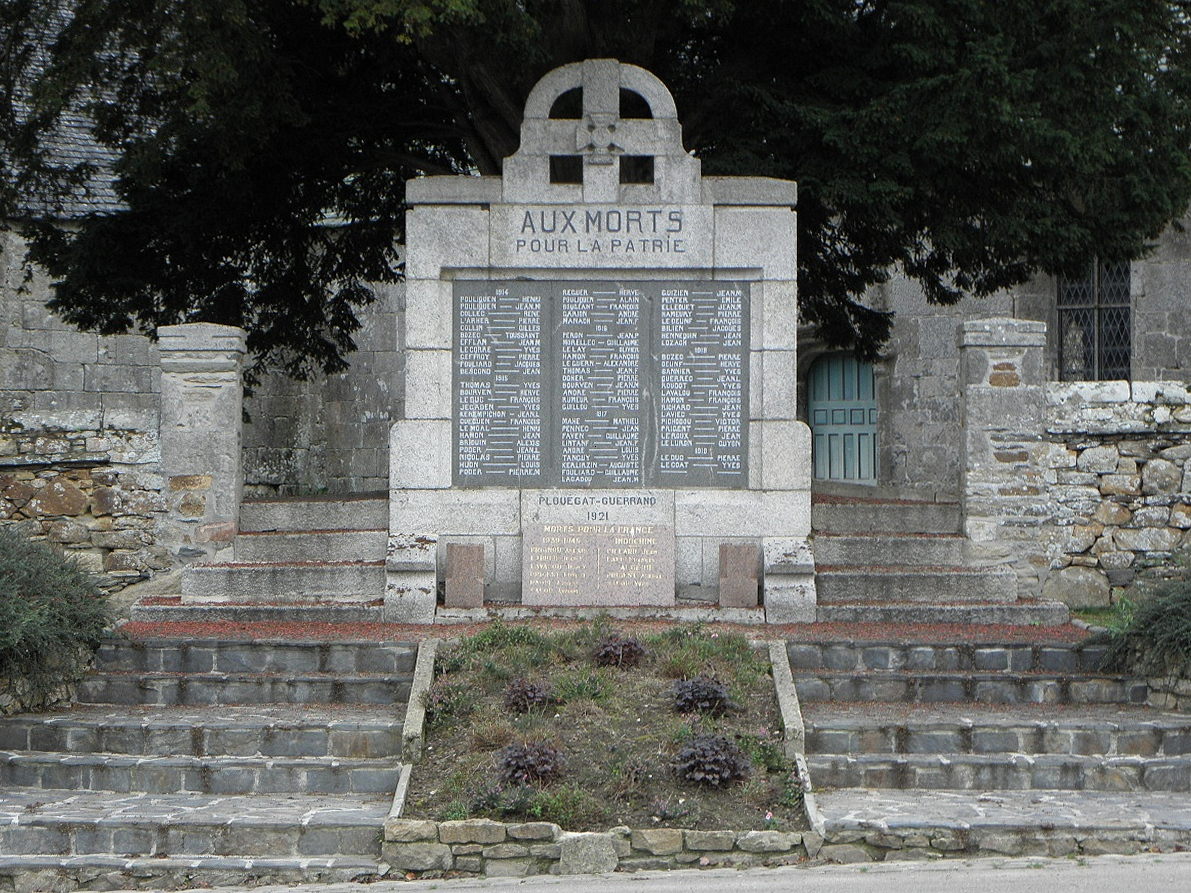
Le monument aux morts de Plouégat-Guérand.

Le monument aux morts de Plouégat-Guérand porte les noms de 72 soldats et marins morts pour la France pendant la Première Guerre mondiale ; parmi eux 5 au moins sont morts en Belgique dont 4 dès 1914 (Henri et Jean Pouliquen ainsi que Guillamume Morellec dès le 22 août 1914 lors des combats de Maissin et Pierre Geffroy en octobre 1914 à Dixmude lors de la bataille de l'Yser); 1 est mort en Grèce (François Le Deunf) en 1917 lors de l'expédition de Salonique ; deux au moins sont des marins morts en mer (Jean Péron à bord du croiseur cuirassé Amiral Charner torpillé le 8 février 1916 par un sous-marin allemand et Jacques Billien à bord du Doxa, un torpilleur grec saisi par la France et coulé dans le détroit de Messine le 27 juin 1917) ; la plupart des autres sont morts sur le sol français à l'exception d'Yves Roudaut décédé en Allemagne alors qu'il était prisonnier de guerre.

#### L'Entre-deux-guerres

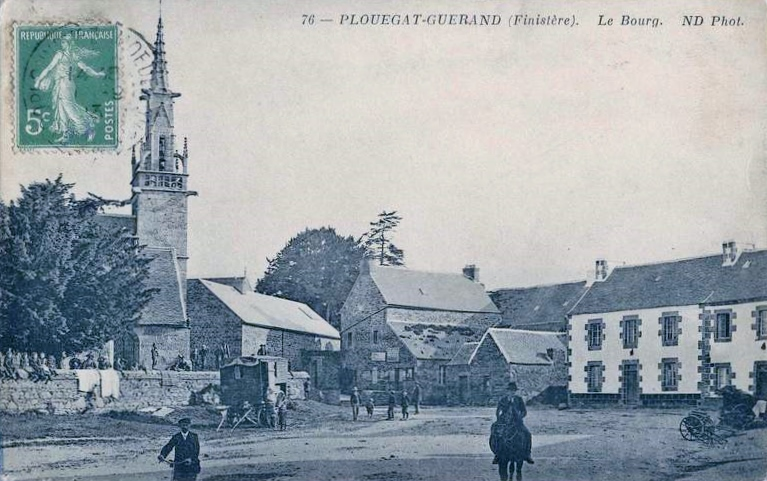
Le bourg de Plouégat-Guérand vers 1920 (carte postale ND Photo).
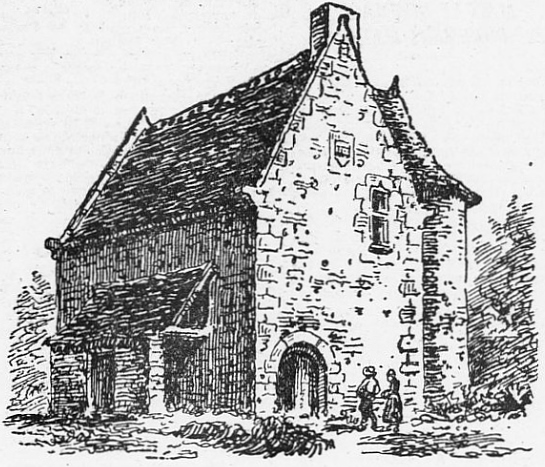
Le moulin de Kerhallon en Plouégat-Guérand (dessin de Louis Le Guennec publié le 13 septembre 1929 dans le journal L'Ouest-Éclair).

#### La Seconde Guerre mondiale
Le monument aux morts de Plouégat-Guérand porte les noms de 6 personnes mortes pour la France pendant la Seconde Guerre mondiale.

##### LaRésistance: les deux maquis de Saint-Laurent

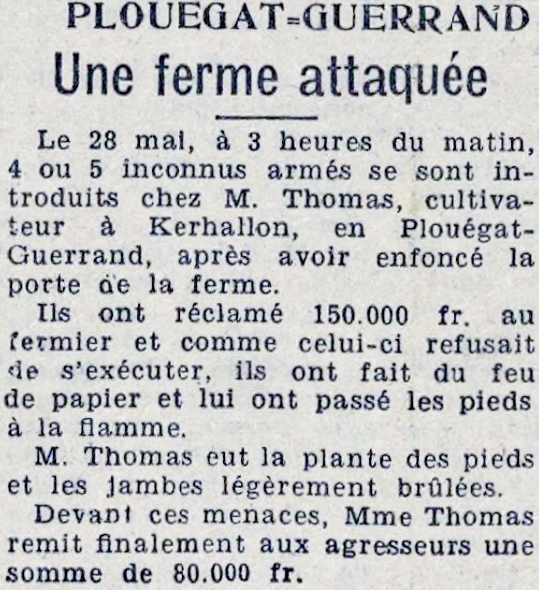
Article du journal La Dépêche de Brest et de l'Ouest du 31 mai 1944 relatant une extorsion de fonds dans une ferme de Plouégat-Guérand par des inconnus, probablement des résistants.

Deux maquis s'organisèrent près du village de Saint-Laurent en Plouégat-Guérand dans le site boisé et encaissé de la vallée du Douron : l'un, créé en mai 1943, sur le versant est de la vallée, fut un maquis FTP, organisé par Pierre Lagadou, dit capitaine Jules et André Le Men, dit Victor autour initialement de la ferme de Coat Chanus. Les résistants recrutent des réfractaires du STO, organisèrent des parachutages et menèrent des actions de guérilla.
L'autre groupe de maquisards FFI, membre du réseau Libé-Nord, dirigé par le docteur Léon Le Janne, alias Commandant Noël, coopérant avec François Tanguy-Prigent, alias Jacques Le Ru, maire révoqué de Saint-Jean-du-Doigt, ayant sa base à Kerabars, en Plouégat-Guérand, se replia sur le versant ouest de la même vallée en juillet 1944 dans le bois de Saint-Laurent, surnommé Coat Janus. Sept lycéens du lycée de Morlaix, âgés de 17 ou 18 ans, formèrent un groupe de résistants au printemps 1943, organisé par Émile Guéguen et Gildas Lebeurier dit "Gil" ; parmi ses membres Louis Gourvil et Émile Le Jeune. Ce "groupe Gil" participa à diverses actions de résistance au Cloître-Saint-Thégonnec et à Plourin-les-Morlaix. Ses membres rejoignirent le maquis FFI de Saint-Laurent en Plouégat-Guérand, incorporant le "bataillon d'Ornano", dirigé par Édouard Lebeurier (1892-1986).
Quatre membres (Marcel Le Berre, René Morvan, Hervé Ollivier et Jacques Ollivier) de ce "bataillon d'Ornano", ainsi que l'agriculteur (François Trévien) et son employé (André Corvez) qui les cachaient à Pénarvern en Sainte-Sève furent, en raison d'une dénonciation, arrêtés par la Feldgendarmerie qui cerna la ferme, condamnés à mort par un tribunal allemand comme francs-tireurs le 10 juin 1944 et fusillés le même jour en un lieu inconnu, probablement dans les Côtes-du-Nord. Leurs corps n'ont jamais été retrouvés.
Les maquisards du maquis Saint-Laurent participèrent à tous les combats pour la libération de Morlaix (au Ponthou, à Plougasnou, à Lanmeur, au Boiséon en Plouigneau) le 8 août 1944. « Notre mission était de faciliter la progression des Américains en empêchant la destruction des voies de communication et en gardant les Allemands à la côte » déclare un ancien maquisard.
Son avion étant touché par un tir allemand, le capitaine Louis D. Morisson, de l'U.S. Air Force, ayant sauté en parachute, fut recueilli par des maquisards (une rue de Plouigneau a été baptisée "rue Capitaine Louis Morisson").
Une stèle implantée à Kerabars commémore le souvenir des maquisards disparus. Même si ces maquis ne durèrent que quelques mois, ils réunirent près de 500 résistants et réfractaires du STO. Une trentaine de ses membres poursuivirent le combat en participant à la libération de la poche de Lorient en mai 1945.

#### L'après Seconde Guerre mondiale
Deux soldats originaires de Plouégat-Guérand sont morts pour la France pendant la guerre d'Indochine (Jean Cillard et Francis Favé) et deux pendant la guerre d'Algérie (Amédée Prigent et Yves Salou).

## Population et société

### Démographie

#### Évolution démographique
L'évolution du nombre d'habitants est connue à travers les recensements de la population effectués dans la commune depuis 1793. Pour les communes de moins de 10 000 habitants, une enquête de recensement portant sur toute la population est réalisée tous les cinq ans, les populations de référence des années intermédiaires étant quant à elles estimées par interpolation ou extrapolation. Pour la commune, le premier recensement exhaustif entrant dans le cadre du nouveau dispositif a été réalisé en 2006.
En 2022, la commune comptait 1 058 habitants, en évolution de −0,84 % par rapport à 2016 (Finistère : +2,16 %, France hors Mayotte : +2,11 %).
| 1793  | 1800  | 1806  | 1821  | 1831  | 1836  | 1841  | 1846  | 1851  |
| ----- | ----- | ----- | ----- | ----- | ----- | ----- | ----- | ----- |
| 1 561 | 1 569 | 1 563 | 1 753 | 1 846 | 1 986 | 2 054 | 2 038 | 2 046 |

| 1856  | 1861  | 1866  | 1872  | 1876  | 1881  | 1886  | 1891  | 1896  |
| ----- | ----- | ----- | ----- | ----- | ----- | ----- | ----- | ----- |
| 1 846 | 1 843 | 1 859 | 1 860 | 1 830 | 1 696 | 1 692 | 1 569 | 1 505 |

| 1901  | 1906  | 1911  | 1921  | 1926  | 1931  | 1936  | 1946  | 1954 |
| ----- | ----- | ----- | ----- | ----- | ----- | ----- | ----- | ---- |
| 1 598 | 1 624 | 1 631 | 1 428 | 1 420 | 1 260 | 1 221 | 1 024 | 909  |

| 1962 | 1968 | 1975 | 1982 | 1990 | 1999 | 2006  | 2011  | 2016  |
| ---- | ---- | ---- | ---- | ---- | ---- | ----- | ----- | ----- |
| 872  | 815  | 730  | 784  | 925  | 936  | 1 012 | 1 089 | 1 067 |

| 2021  | 2022  | - | - | - | - | - | - | - |
| ----- | ----- | - | - | - | - | - | - | - |
| 1 060 | 1 058 | - | - | - | - | - | - | - |

#### Évolution du rang démographique
| selon la population municipale des années : | 1968 | 1975 | 1982 | 1990 | 1999 | 2006 | 2009 | 2013 |
| Rang de la commune dans le département      | 203  | 209  | 219  | 179  | 179  | 177  | 176  | 174  |
| Nombre de communes du département           | 286  | 283  | 283  | 283  | 283  | 283  | 283  | 283  |

En 2016, Plouégat-Guérand était la 175e commune du département en population avec ses 1 067 habitants (territoire en vigueur au 1er janvier 2019), derrière Saint-Ségal (174e avec 1 070 habitants) et devant Garlan (176e avec 1 056 habitants).

### Manifestations culturelles et festivités
Plouégat-Guérand abrite de nombreuses associations culturelles, ayant pour but d'animer les différents quartiers de la commune.
On y retrouve notamment, le Comité des fêtes de Saint-Laurent, qui organise traditionnellement le deuxième week-end d'août un pardon. Locaux et estivants s'y retrouvent notamment le midi autour d'un repas champêtre, l'après-midi pour profiter d'animations, et participer à des jeux bretons (tir à la corde, lancé de bottes de pailles, ...), et le soir pour déguster un repas méchoui.
La fête des cerises, organisée par le Comité des Fêtes du bourg, a lieu tous les ans le premier dimanche de juillet.

## Culture locale et patrimoine

### Lieux et monuments

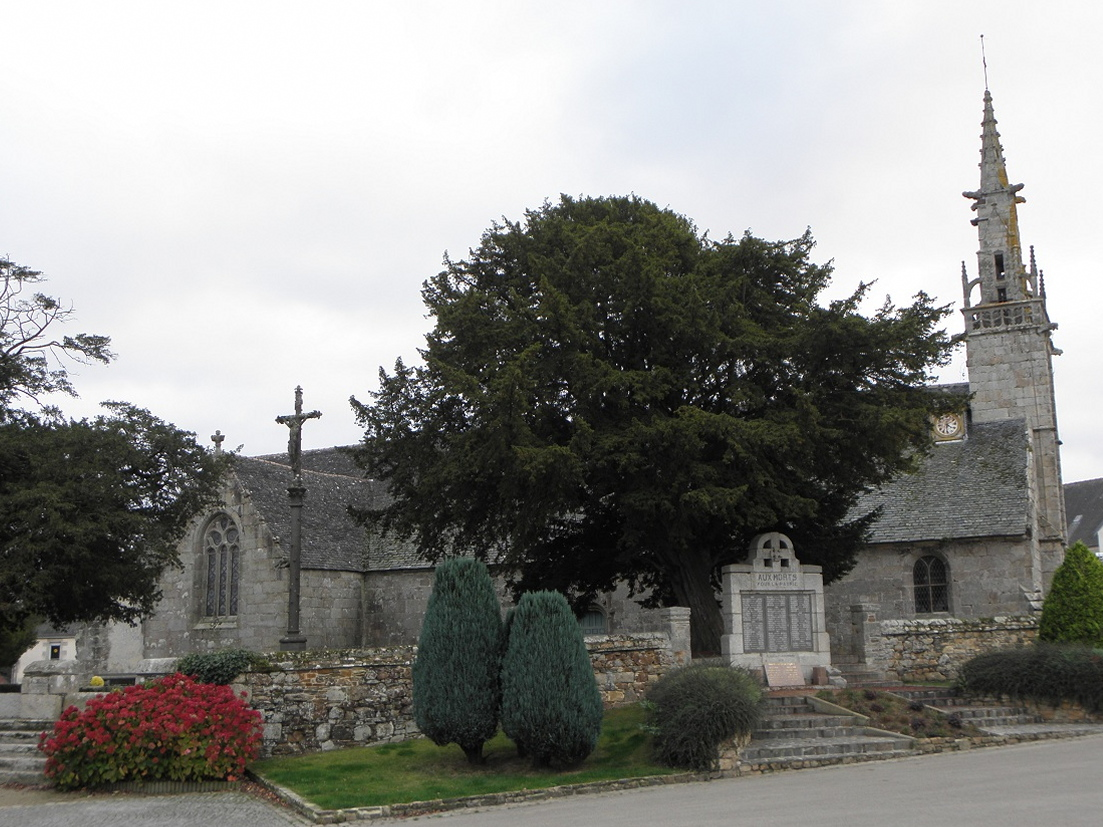
Vue septentrionale de l'église Saint-Agapit.

- L'église paroissiale Saint-Agapit, construite au XVIe siècle (1526), de style gothique, elle abrite un étrange bénitier de très petite taille, sculpté de nombreux symboles chrétiens. Le sculpteur serait, selon la signature de l'œuvre, "S. de Rousval" ou "S de Rouseval". L'édifice est classé depuis 2010[68]. Elle possède un maître-autel datant du XVIIe siècle, période du marquisat. En rénovation depuis 4 ans, le chantier de plus de 2 millions d'euros doit prendre fin pour l'été 2021[69].

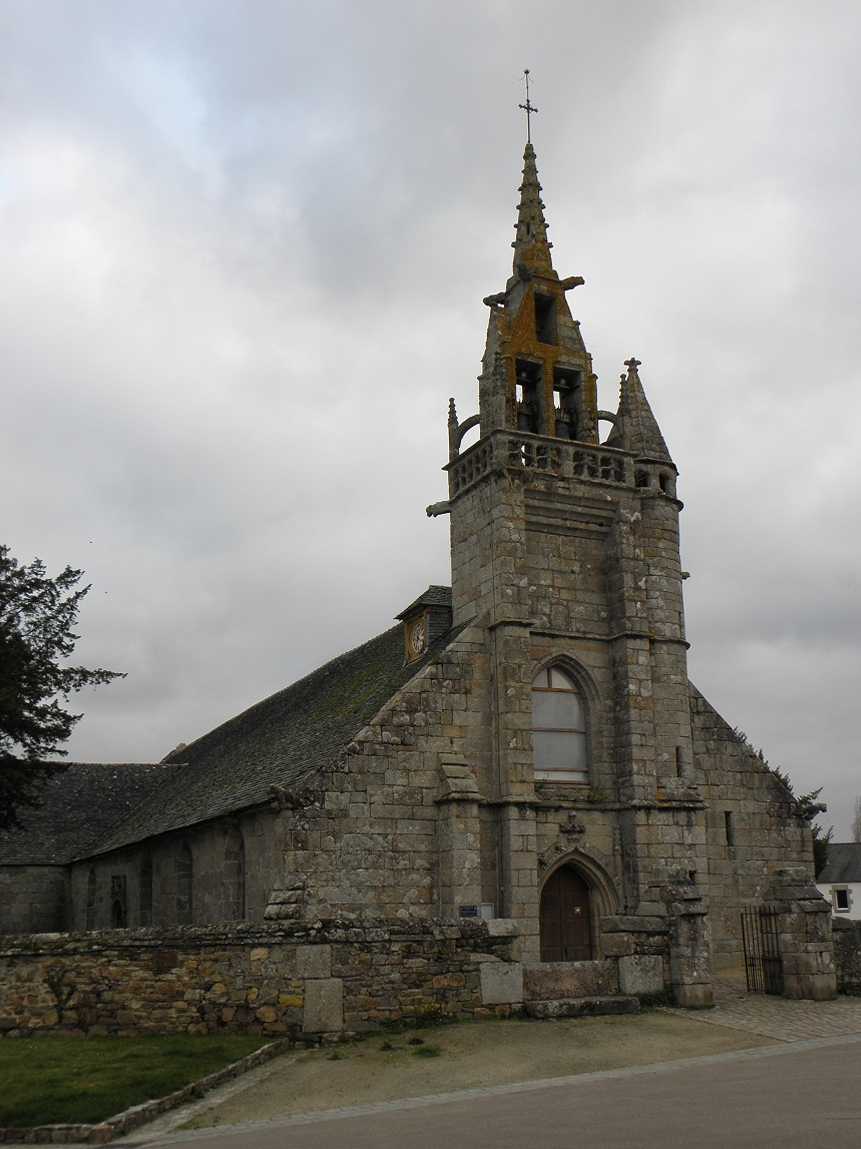
Façade occidentale de l'église Saint-Agapit.
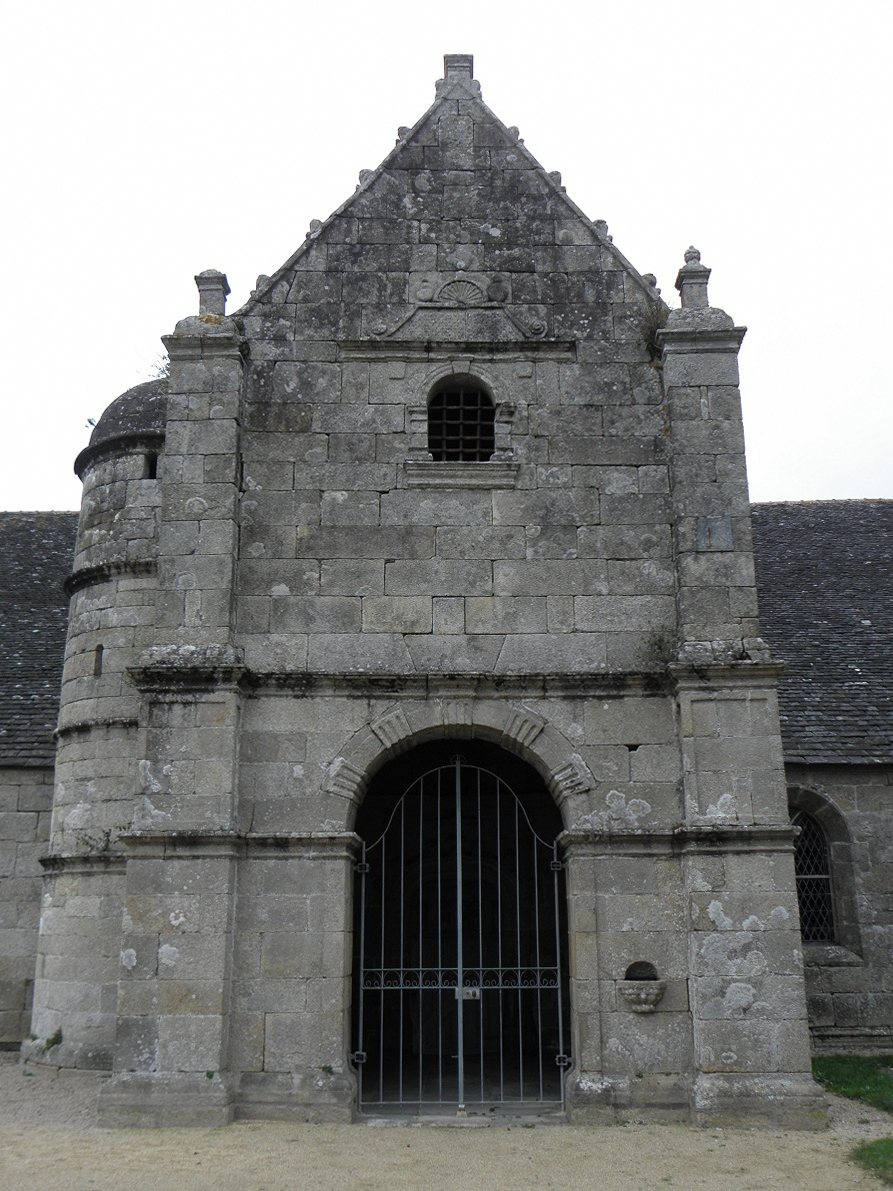
Porche méridional de l'église Saint-Agapit.
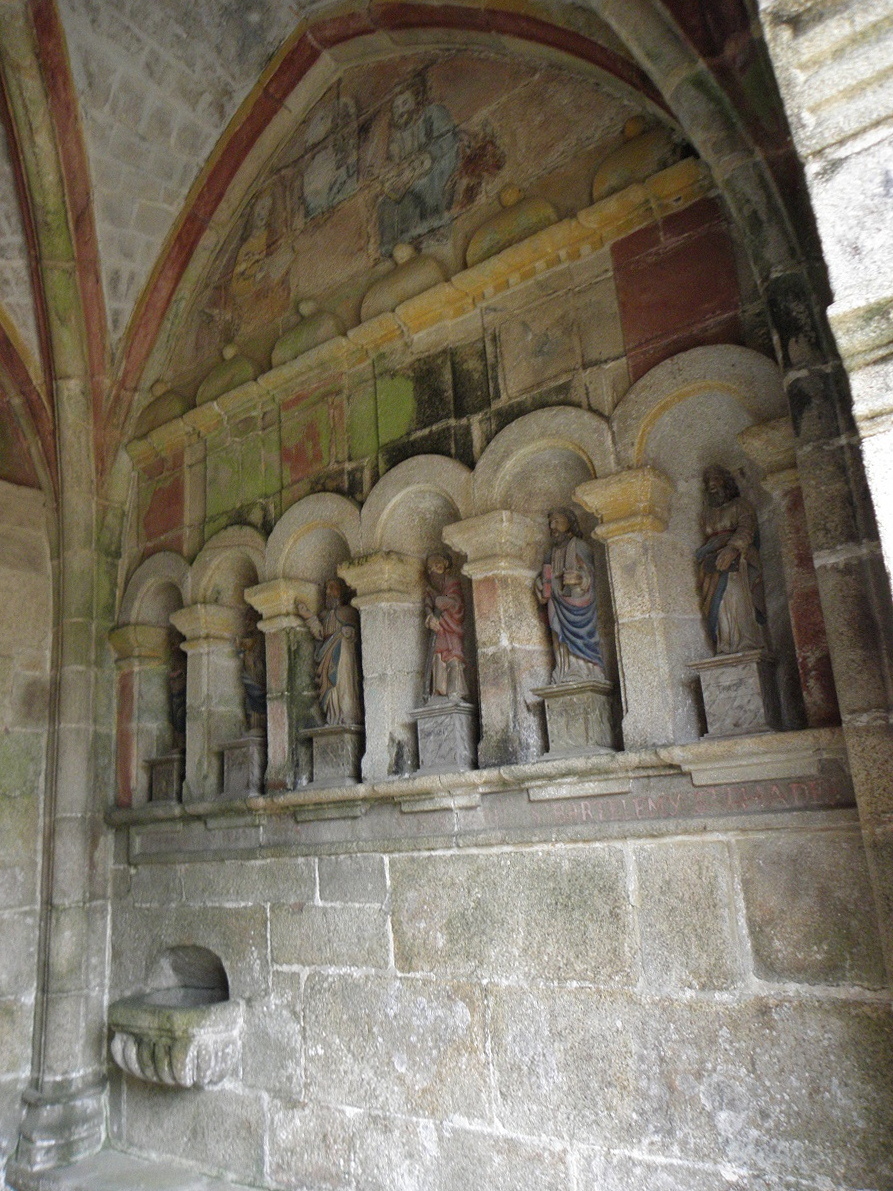
Ébrasement droit du porche méridional de l'église Saint-Agapit.
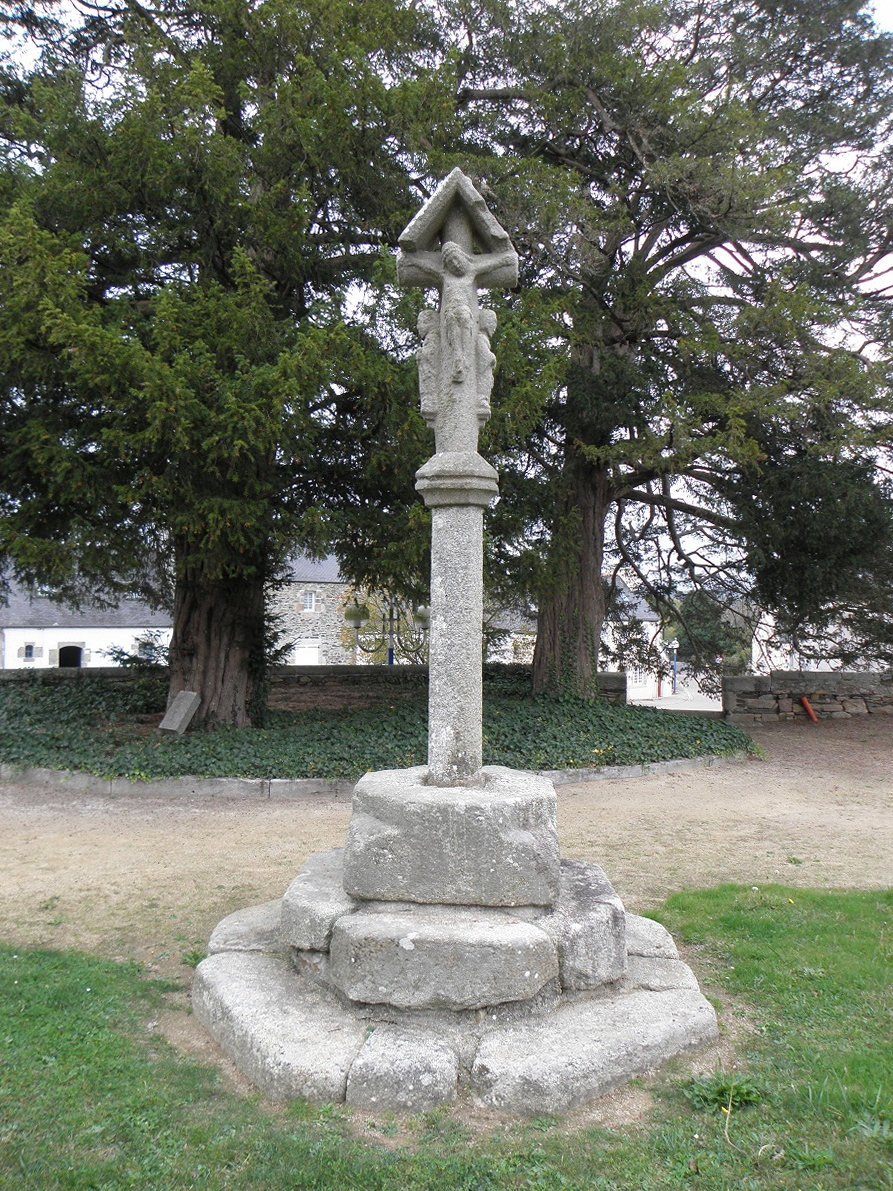
Croix de cimetière situé dans l'enclos paroissial.

- Le château de Guerrand : datant du XVIIe siècle, l'ancien château clos de murs et possédait huit avenues plantées de bois de haute futaie ; c'était un majestueux édifice doté d'un parc de 125 ha dont les jardins auraient été dessinés par Le Nôtre. L'ancien château avait été remplacé par une construction nouvelle vers 1830, laquelle est désormais en ruines[70] (seuls les murs subsistent) après un incendie survenu dans la nuit du 31 décembre 1939[71].

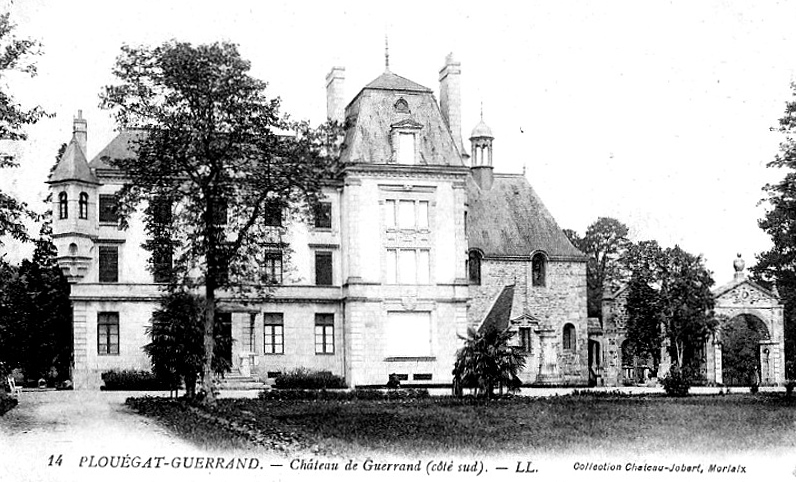
Le château de Guerrand au début du XXe siècle (carte postale Léon & Lévy).

- Le château de Goasmelquin : construit dans la deuxième moitié du XIXe siècle à la place de l'ancien manoir[72]. Propriété privée, il ne se visite pas[73].

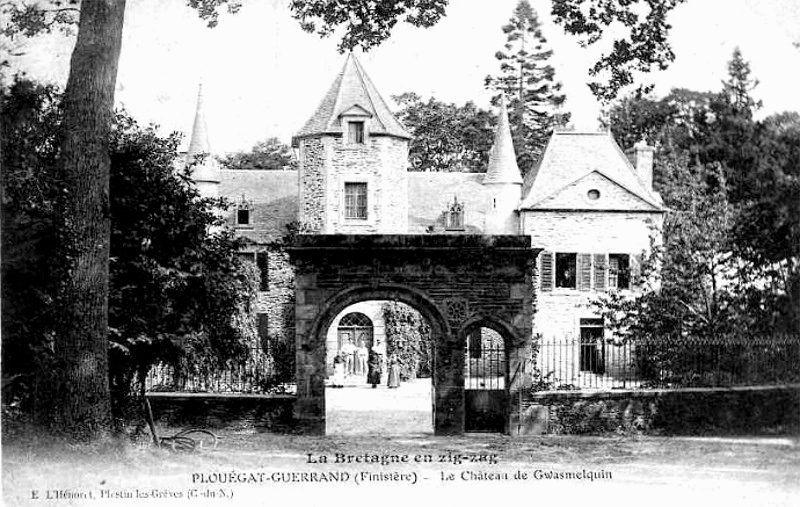
Le château de Goasmelquin vers 1920 (carte postale L'Hénoret).

- 5 Croix : croix de Kerbel (XVIIe siècle) ; croix de Kerhuel ; les deux croix du cimetière (l'une date du XIVe siècle, l'autre de 1897) ; croix de Pont-Menou, édifiée en 1942 et de style néoceltique[74].
- La fontaine de Pont-Menou, située en bord du fossé au pied de la falaise de schiste au sommet de laquelle se trouvait l'école évangélique, alimente un abreuvoir puis un lavoir[75].

### Personnalités liées à la commune

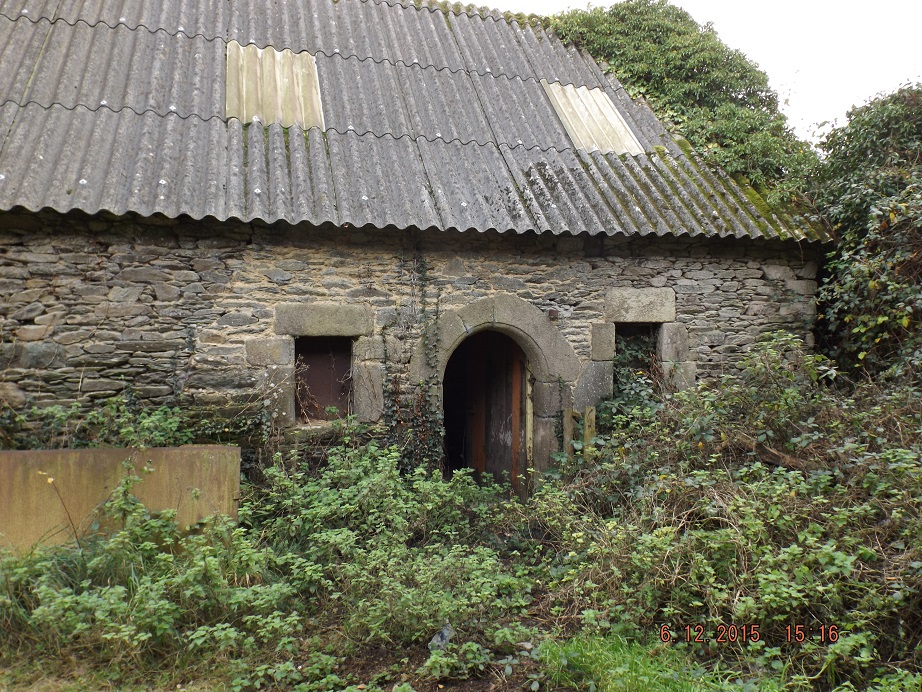
Guérand Vihan, lieu de naissance de Guillaume Lejean.

- François Guenveur (1748-1826), maire de Plouégat-Guérand entre 1810 et 1815, auteur et collecteur de chansons bretonnes, membre de l'Académie celtique[76].
- Guillaume Lejean, né à Plouégat-Guérand en 1824 et mort dans la même commune en 1871, voyageur et géographe.
- René Adam, né à Plouégat-Guérand en 1883, député de la Seine (1924-1928).
- Gustave Swiney mort à Plouégat-Guérand en 1888, maire (1871-1873) et député du Finistère (1873-1881)[77].